# Oldambtster boerderij

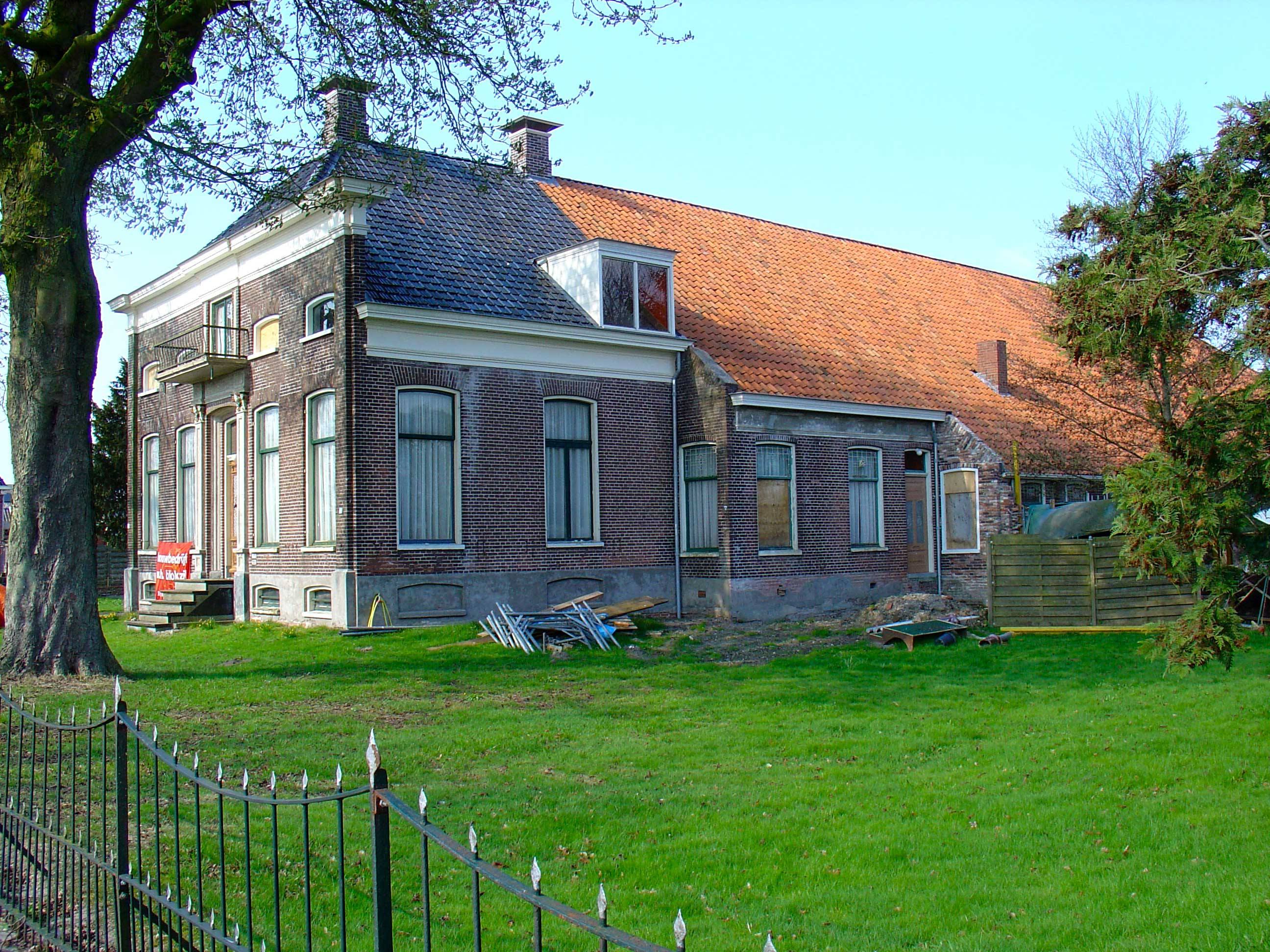
Oldambster boerderij te Stadskanaal (2010)

De Oldambtster boerderij is een boerderijtype dat vooral in het Oldambt en de Groningse en Drentse Veenkoloniën, alsmede in Oost-Friesland (Nedersaksen) voorkomt. Bij dit type boerderij zijn het woonhuis en de schuur in elkaars verlengde gebouwd. Dit boerderijtype wordt in Nederland tot de noordelijke of Friese huisgroep gerekend, waartoe ook de stolpboerderij en de kop-hals-romp-boerderij behoren. 
In Noord-Duitsland noemt men dit het (Oost-Friese) gulfhaus of Ostfriesenhaus. Het type is ontstaan uit de middeleeuwse klooster- en tiendschuren in West-Europa, en is nauw verwant met de Brabantse en Vlaamse schuren in de Zuidelijke Nederlanden en aan de Nederrijn, met de stolpboerderij in Noord-Holland en de grote schuren in West-Vlaanderen,Zeeland, Friesland, Sleeswijk-Holstein en Jutland. Ook middeleeuwse markhallen, feestzalen en hallenkerken behoren tot de verwante bouwvormen.
Kenmerkend voor de Oldambtster boerderij en verwante typen zijn het houten gebint waarop het hele gebouw rust. Verdere kenmerken zijn de centrale bergruimte, de paarden- en koestallen in de zijbeuken en een zijdelingse doorrit annex dorsvloer, die het mogelijk maakte oogstwagens efficiënt te lossen. Kenmerkend voor het uiterlijk zijn vooral de doorgaande daklijn en de inspringingen of krimpen, die verhoogde raampartijen mogelijk maken.
De Oost-Friese naam gulfhaus is ontleend aan het vak tussen de twee gebinten waar vroeger de graanoogst en het hooi werden opgetast. Dit vak werd in het Oldambt en Duurswold vroeger gòlf genoemd, tegenwoordig meestal goul, net als op het Hogeland. In het Westerkwartier en in Friesland spreekt men over gol of golle. In sommige Engelse dialecten gebruikte men het woord goaf, in Jutland gulv. Deze woorden duiden - net als het Oud-Noorse golv - op een oude term voor 'vloer'.
De boerderijen van dit type waren gewild vanwege het spaarzame houtgebruik, de omvangrijke bergruimte en de windbestendigheid. Het Oldambtster type heeft zich met name in de negentiende en twintigste eeuw verspreid over grote delen van Groningen, Drenthe, Overijssel, Emsland, Butjadingen en Dithmarschen, waar een aangepaste vorm zonder krimpen ontstond. De boerderij verving vaak de zogenaamde hallenhuisboerderij, waar de oogst werd opgeslagen op een balkenzolder boven de centrale deel. Tot ver na de Tweede Wereldoorlog werden in heel Noord-Nederland boerderijen gebouwd die strikt genomen tot het Oldambtster type behoren, met name in de IJsselmeerpolders, in landontginningsprojecten van de Heidemij, bij wederopbouwboerderijen en bij ruilverkavelingen. In Duitsland ontwikkelde men aangepaste vormen voor de nieuwe polders die in de Hitlertijd werden bedijkt.
Typerend voor het Oldambt en westelijk Oost-Friesland zijn vooral de pannendaken, die werden gedekt met pannen van plaatselijke steenfabrieken rond Winschoten en langs de Eems. Dankzij het pannendak kon men het regenwater opvangen in ondergrondse putten en kelders, waardoor men niet afhankelijk was van het verzilte water in de sloten.

## Geschiedenis
De Oldambtster boerderij bestaat uit een combinatie van de 16e-eeuwse 'Friese' schuur en gedeeltelijk inpandige woonruimtes, zoals die bij de stolpboerderij in Noord-Holland gebruikelijk waren. De eerste boerderijen van dit type werden in 1605 gebouwd door Hollandse ondernemers in de nieuwe polder Alt-Bunderneuland bij Bad Nieuweschans (en mogelijk al een jaar eerder in de polder Schoonorth bij Norden). Dezelfde groep ondernemers onder leiding van de dijkbouwmeester Jan Claasz Rolwaghen bouwde enkele jaren later de eerste stolpboerderijen (Haubarge) in Sleeswijk-Holstein. De predikant van Bunde schrijft over hun activiteiten:
Anno 1605 vp Paschen hebben de Westfresen den Nien Dick begunnen tho slaan ... vnd begunden dar vort vp te husen.
Een klassiek voorbeeld van een boerderij van dit type is de boerderij Langeweg 2 te Oostwolderhamrik uit 1771.
In de loop van de 17e eeuw werd het aan beide zijden van de grens gebruikelijk bestaande woonhuizen te voorzien van een schuur van dit nieuwe type. Maar her en der werden ook boerderijen met een inpandig woongedeelte gebouwd, alsmede vrijstaande schuren. Het onderscheid tussen kop-romp-boerderijen en boerderijen van het Oldambtster type is eerst geleidelijk ontstaan.
De oudste gedocumenteerde grote boerenschuren in Oost-Friesland dateren uit de jaren 1563 tot 1579. Op landgoederen werden ze vermoedelijk al vanaf ongeveer 1550 gebouwd. Dat was bijvoorbeeld het geval bij de vorstelijke herenboerderij Upjever bij Jever (aangebouwd aan een jachtverblijf) en bij het landgoed van de familie Manninga in de Westermarsch bij Norden. Ook de graaf van Oldenburg liet na 1600 grote golfschuren op zijn voorwerken bouwen. Het klooster Feldwerd bij Holwierde had bij verkoop in 1598 een grote schuur van elf goelen om al het hooi en graan te kunnen bergen. De schuur hoorde bij een langhuis (veestal) van 48 vakken, genoeg voor een kleine 200 koeien. Het klooster Heiligerlee had in 1597 twee langhuizen met twee grote schuren, ieder van acht gebinten, waarvan er een werd gesloopt. Mogelijk is de andere een vrijstaande schuur die in 1740 afgebeeld wordt. Het Tjücher Graßhaus bij Marienhafe mat in 1604 zeven golven. Ook bij enkele grotere boerderijen in het Oldambt waren al vroegtijdig schuren te vinden: Het oudste voorbeeld is in Midwolda was in 1610 sprake van de verkoop van twee golff schuire, dus het materiaal voor drie gebinten.
Over het boerderijtype dat eerder gebruikelijk was, is weinig bekend. Historici gaan er meestal vanuit dat dit langhuizen betrof: stenen woningen met aangebouwde veestallen en vrijstaande kleinere schuren. De archieven uit het Oldambt spreken rond 1600 meestal over een behuizing met schuur en koehuis. De deftige pastorie van Bunde had bijvoorbeeld een vrijstaande schuur oftewel een buehues (bouwhuis) dat in 1581 voor het eerst wordt genoemd. De schuur werd na een storm in 1630 vernieuwd en voorzien van een pannendak en een dorsvloer. Maar er zijn ook aanwijzingen voor het bestaan van grotere boerenhuizen, waar de oogst op de balken werd bewaard. De oudst bekende boerderij in het Oldambt - met een schouw uit 1576 - staat aan de Noorderstraat 4 te Noordbroek. De steunbak boven de koestal, met inscriptie 1686, is echter afkomstig van een langhuisboerderij. De huidige schuur zal uit de 18e eeuw dateren.
De oudste gedateerde voorbeelden van een woonhuis met aangebouwde golfschuur in het Oldambt was de  schuur van een koopmanswoning aan het Winschoterdiep te Zuidbroek uit 1639. In Bunderhee staat staat een boerderij met een ankergebint van omstreeks 1608. De Dollardkaart van Cornelius Edzkens uit 1638 toont slechts enkele voorbeelden, waaronder een soort stolpboerderij te 't Waar. Ook zijn kaart van Hoogezand in 1648 toont ten minste één boerderij van het kop-romp-type. Tientallen boerderijen bevatten nog een of meer eiken gebinten van 17e-eeuwse voorgangers. Oudere exemplaren hebben soms net als voorbeelden uit Sleeswijk-Holstein een ankerbalkgebint.
In het begin van de 18e eeuw werd dit type boerderij overal ingevoerd en wordt het afgebeeld op kaarten, bijvoorbeeld in Nieuwolda, Lalleweer, Winschoten, bij de Kloostergare bij Beerta, aan de Hamdijk en in de Linteloopolder bij Nieuweschans. Bestaande boerderijen met een aangebouwde schuur werden verlengd en voorzien van nieuwe woonruimtes. Oudere boerderijen van het langhuistype werden gesloopt. Soms kreeg de oude veestal een plek onder het dak van de nieuwe schuur.

Het Oldambt was al sinds de 17e eeuw een typisch akkerbouwgebied, met name de nieuwe polders. Dat gold ook voor Oost-Friesland. In het achterland was het aandeel van de veeteelt aanvankelijk groter. In de loop van de 18e en in de eerste helft van de 19e eeuw eeuw groeide de bedrijfsgrootte. Het aandeel van de akkerbouw nam verder toe en de behoefte bergruimte nog meer. Kleine boerderijen werden gesloopt, grote verder uitgebreid of vernieuwd. Rond 1800 was de boerderij van het Oldambtster type dominant.
Boven de woning, die hier reeds vroeg twee kamers naast elkaar bezat, bracht men vervolgens een of meer zolders aan als bergplaats voor het gedorste koren, zodat dit voorstuk even hoog werd als de schuur. Hoewel beide delen in het begin nog door een boven het dak opgetrokken brandmuur waren gescheiden, kwamen ze uiteindelijk toch onder één doorlopende nok. Ondanks de uiterlijke overeenkomst kan men niet van stelp spreken, daar het woonhuis niet onder het hoge schuurdak is opgenomen, maar blijft aangebouwd, hetgeen nog wordt geaccentueerd door de nodige sprongen of krimpen van het smallere voorgedeelte - hogere ramen, dus hogere muren - naar de bredere achterbouw.
De inspringing was tevens nodig om een doorrit met grote baanderdeuren te kunnen maken. In 1678 wordt voor het eerst gesproken over een behuisinge met de schuyre met krimpen. Het succes van het nieuwe boerderijtype bleef overigens niet beperkt tot de akkerbouw: ook in veeteeltstreken als het Rheiderland werd het nieuwe type dominant.
Aanvankelijk was de dakhelling van de woongedeelten in het zogenaamde. 'voorhuis' steiler dan het hogere dak van de schuur, dikwijls door een brandmuur van de woning was gescheiden. Rond 1800 werd het gebruikelijk om dakhelling en nokhoogte van woonhuis en schuur gelijk te trekken, waarbij alleen de brandmuur iets boven de daklijn uit bleef steken. In de 19e eeuw werd het gebruikelijk om ook de brandmuur brandmuur onder het dak te laten verdwijnen..
Uit deze laatste grondvorm hebben zich verscheidene afgeleiden van de Oldambster boerderij ontwikkeld, waaronder het over het algemeen iets kleiner opgezette Veenkoloniale-type. Vaak ontbreekt bij deze 'doorontwikkelingen' een volledig tot de nok doorlopende brandmuur; soms ontbreekt deze zelfs geheel.
Rond 1800 werd het gebruikelijk de voorgevel te voorzien van symmetrisch aangebrachte kelder- en zolderramen, waardoor het gebouw een burgerlijke uitstraling kreeg die in de verte deed denken aan een grachtenpand. Dat werd dikwijls versterkt door het aanbrengen van een centrale ingangspartij, soms met risaliet, met kamers aan beide zijden van een centrale gang. Deze tendenzen bestonden ook in andere delen van het land, bijvoorbeeld op de Zuid-Hollandse eilanden en in de Friese weidestreek. In de Veenkoloniën zijn veel asymmetrische vormen te zien. Typerend voor de Veenoloniën ook de schipperswoningen met een smal, sterk inspringend woongedeelte en hoge ramen die uitzicht boden over het kanaal waaraan de huizen stonden. Ook op het Hogeland werd het Oldambtster type populair, waarbij echter in tegenstelling tot het Oldambt nauwelijks woonruimten in de schuur werd gerealiseerd. Daarnaast werden schuren van het Oldambtster type gebruikt voor steenfabrieken, scheepswerven en andere takken van bedrijvigheid.
Daarnaast treft men op het Groningse platteland nog veel kleine arbeidershuisjes aan die qua uiterlijk, compleet met krimpen en korenzoldervenstertjes, sprekend lijken op een soort mini-uitvoering van de Oldambster boerderij. Veel van deze typische arbeidershuisjes hebben echter al hun typische uiterlijk verloren door allerhande verbouwingen ten behoeve van meer woonruimte en wooncomfort.
De boerderij was bedoeld als een gemengd bedrijf. Sinds de achttiende eeuw specialiseerde het Oldambt zich in akkerbouw en werd een van de vooruitstrevende akkerbouwgebieden in Europa. De Oldambtster boerderijen werden groter, waarbij de woonhuizen steeds voornamer werden en zich qua vormgeving losmaakten van de schuur. Hieruit ontstond rond 1900 de "villaboerderij", waarbij de schuur tegen deftige burgerwoning was aangebouwd of waarbij een nieuwe woning los van de schuur werd gebouwd.

## Constructie
Naast de min of meer doorlopende nokhoogte van de daklijn zijn typisch voor de bouwvorm van Oldambtster boerderijen de zogenaamde krimpen.

### Noklijn
Door de min of meer doorlopende daklijn over zowel woongedeelte schuur wijken Oldambtster boerderijen duidelijk af van andere boerderijtypen uit de noordelijke huisgroep, zoals kop-(hals)-romp-boerderijen. In de loop der tijd is de vorm van Oldambtster boerderij geëvolueerd
- (1) woonhuis en schuur onder hetzelfde dak, zoals dat ook voorkomt bij de stolpboerderij

- (2) voorhuis en schuur onder afzonderlijke daken met gelijke nokhoogte, maar met verschillende dakhelling, beide gescheiden door een van buitenaf zichtbare brandmuur.
- (3) voorhuis en schuur onder hetzelfde dak met een gelijke dakhelling en een doorlopende nok, waarbij ook de brandmuur door het pannendak wordt afgedekt
- (4) voorhuis en schuur vormen afzonderlijke eenheden van gelijke hoogte, het voorhuis in de vorm van dwarshuis met schilddak of in 'villa-vorm'.

### Krimpen
Waar de schuur de maximale breedte van het gebouw heeft aan de achterzijde en richting de woongedeelten van het voorhuis als het ware trapsgewijze krimpt (smaller wordt). Het na elke krimp smaller geworden gebouw is ter plekke noodzakelijkerwijs ook voorzien van hogere zijgevels.
Deze hogere zijgevels maken het mogelijk ter plekke ook aan de zijgevel hogere/grotere ramen te plaatsen waardoor in de woongedeelten een grotere lichtinval mogelijk werd.
Woongedeelte
De woonvertrekken zijn doorgaans verdeeld over een gedeelte voor en een gedeelte achter de zogenaamde brandmuur (in de aangebouwde schuur). Het woongedeelte voor de brandmuur wordt doorgaans aangeduid als voorhuis; het zich gedeelte achter de brandmuur in de aangebouwde schuur bevindende woongedeelte als achterhuis.
Korenzolder
Boven het woongedeelte in het voorhuis bevindt zich een z.g. korenzolder ook wel graan- en zaadzolders genoemd. Deze korenzolders zijn vaak voorzien met vele raampjes waarmee door de vorm en plaatsing de indruk van een extra woonverdieping werd gewekt waardoor het voorhuis meer de aanblik van een 'deftig' herenhuis kreeg dan van een eenvoudige boerderij. Bijzonder detail is dat de gordijntjes van de korenzolderraampjes veelal nep zijn, ze zijn met witte verf op de ruiten geschilderd; Dat spaart geld en het vaak moeten wassen om ze netjes wit te houden op een stoffige korenzolder.

### Dak en gebint
De Oldambster boerderij heeft sinds de 18e eeuw doorgaans een pannendak. Het betreft meestal een (eenvoudige) sporenkap waarbij de aan weerszijden van de nok liggende sporen of juffers (juvvers) op geruime afstand onder de nok onderling verbonden worden door een hanenbalk (hoanebaalk) en daarmee een kapspant vormen. De kapspant liggen met een inkeping aan de onderzijde van beide sporen op de gebintplaat (ploat) of zijn daarop gemakshalve vastgespijkerd; onderling zijn de kapspanten verbonden met een gording (gorn) en een nokgording (naal). Vanwege de relatief grote hoogte (9 tot 13 meter) en breedte (20 tot 33 meter) van de schuur moet men gebruik maken van twee rijen sporen. De onderste rij, de zogenaamde oplangers (oplangen) rust aan de bovenzijde op het gebint en aan de onderzijde op de muurplaat (muurploat).. Ook deze oplangers zijn onderling verbonden door gordingen, die weer worden ondersteund één tot drie gordingstutten per gebintstijl. Gordingen en stutten kunnen een deel of zelfs de volledige daklast overnemen, die anders op de buitenmuur zou rusten. Het gebint kan dan ook zonder buitenmuren blijven staan, zoals bij een kapschuur. Veel Oldambsster schuren zijn echter zodanig breed gebouwd dat men (mede omwille van de vrije doorrijhoogte) de juffers hoger laat aanbrijpen, waardoor een vrijhangend dak boven de zijbeuken niet mogelijk is. Ook komt vaak door reparaties en verzakkingen toch een deel van de daklast op de buitenmuur te rusten, die daardoor weer beschadigd kan raken.
Gewoonlijk werd het dak gedekt met een groot model oud-holle pannen (Gronings model). Het voorhuis en soms ook het aangrenzende deel van de schuur werden voorzien van donker verglaasde blauw-zwarte pannen, terwijl de rest van het dak en de bijgebouwen werden gedekt is met onverglaasde rode pannen. Om het dak af te dichten was onder de pannen een laag stropwissen of dokken van roggenstro aangebracht. In de loop der tijd zijn de Oude-Holle pannen vaak vervagen door een beter sluitenden modellen zoals de verbeterde oud-holle pan of de Friese golfpan. IN de jaren zestig en zeventig van de 20e eeuw zijn de meeste pannendaken boven de schuren vervangen door golfplaten.
Het dak wordt doorgaans gedragen door een dekbalkgebint (ook wel Fries gebint genoemd), bestaande uit een serie afzonderlijke gebinten uit grenenhout, opgebouwd uit twee gebintstijlen (zoelen) en een gebintbalk (bint of balk), Oudere schuren hebben soms een ankerbalkengebint uit eikenhout. De afzonderlijke gebinten worden in de lengte verbonden door de gebintplaten (ploaten) en ondersteund door schoren of korbelen (swingen). De gebintplaatschoren in de lengterichting werden soms ook jachtbaanden genoemd. De breedte van ruimte tussen de gebintstijlen kan sterk variëren en is afhankelijk van de maximale lengte van het beschikbare hout. Bij schuren van 22 tot 25 meter breed gaat het al snel om 8 tot 10 meter, bij bredere schuren (tot 33 meter) kan dit soms oplopen tot 14 à 15 meter. De afstand tussen de afzonderlijke gebinten varieert ook sterk, maar bedraagt gemiddeld 5 tot 6 meter.
De gebinten verdelen de hoge middenbeuk van de schuur 6 tot 8 meter brede tasvakken, die in het Oldambt golf (vroeger goul) en in Oost-Friesland Gulf worden genoemd.
Het dak is een zadeldak. In de 17e en 18e eeuw liep het dak ook aan de uiteinden vaak door tot de hoogte van de buitenmuur, zodat de boerderij de vorm van een verlengde piramide of stelpboerderij kreeg. Als de voorkant kreeg het gebouw later vaak een puntgevel, waartegen het lagere voorhuis was gebouwd. Deze oude gevel is bij oudere boerderijen soms nog aanwezig in de vorm van een brandmuur. Vanaf het einde van 18e eeuw probeerde men voorhuis en schuur zoveel mogelijk onder één noklijnte bouwen, waarbij het dak van het voorhuis soms wat steiler werd, waardoor een deel van de brandmuur tevens als buitengevel diende. De schoorsteen en het schoorsteenkanaal van het achterhuis werden meestal tegen deze brandmuur aangebouwd. Aan de achterkant werden opgemetselde gevels gebruikelijk, die echter niet doorliepen tot aan de nok, maar werden voorzien van een afgeschuind vlak of wolfseind. Waar de gebintplaat niet op de achtergevel steunt, noemt men de dwarsplaat waarop het wolfseind is gebouwd de kattebaalk.

### Schuur
De driebeukige schuren van Oldambtster boerderijen zijn relatief groot met een oppervlakte van 900 m2 of meer. Schuren met een lengte van 50 meter, een breedte van 23 meter en een hoogte van 12 meter zijn niet uitzonderlijk. De stallen zijn afgescheiden van de schuur middels halfsteens muren. De koestal bevindt zich gewoonlijk in een zijbeuk, direct grenzend aan het achterhuis, met in de achterste vakken hokken voor varkens en jongvee. De koeien stonden paarsgewijs tussen houten schotten, vroeger gemaakt van wilgentenen. De paardenstal was vanouds tegen de achtergevel gesitueerd, maar verhuisde bij verlenging van de schuur vaak naar de zijbeuk. Tussen de paarden- en koeienstallen, die een verschillende temperatuur vergden, bevond zich soms een tussendeur. De ruimte boven de stallen werd gebruikt voor de opslag van hooi, graan of stro, dat via luiken in de voederruiven kon worden gegooid.

### Deel
De vijf tot acht meter brede dorsdeel of schuurdeel  (elders ook wel dors, dars of doorrit genoemd) bevond zich in de regel in een van de zijbeuken, aan beide zijden afgesloten door een dubbele deur. In de winter werd hier het koren gedorst, al dan niet met behulp van een dorsrol (dörsblok), die in een verbreed stuk was geplaatst. De hoge inrijdeur (schuurdeur) in de achtergevel, die geschikt was voor volgeladen wagens, werd baanderdeur (banderdeur, banserdeur) genoemd. De uitrijdeur in voorgevel of zijdelings in een krimp was vaak wat lager. Het woord is afkomstig van het Oudfriese bōsdure 'schuurdeur'; naar een middeleeuws woord boes of banst (Duits: Banse), dat stal of schuur betekent. Meerdere hoog opgetaste wagens konden achter elkaar de schuur ingereden en tegelijkertijd gelost worden. De lege wagens vertrokken vervolgens door de voorste deuren. Na 1880 kwam op de deel vaker de dorsmachine te staan. Tegen de buitenmuur bleef voldoende ruimte voor opslag van wagens en werktuigen en voor veulenhokken. In Westerwolde bevond zich hier vaak een laag gebint, waardoor bij de zijbeuk een extra zijbeuk ontstond, waar eveneens vee gestald kon worden. Bij veel boerderijen hoorden echter ook vrijstaande wagenschuren of jongveestallen.

### Tuin
Voor de Oldambtster boerderijen zijn in de tweede helft van de 19e eeuw veelal grote tuinen aangelegd, vaak slingertuinen naar model van de Engelse landschapstuin.

## Musea
De Oldambtster boerderij in het Nederlands Openluchtmuseum te Arnhem stond tot 1975 in Beerta voordat deze steen voor steen in het museum werd herbouwd. Het huidige gebouw is een kopie daarvan, wat was gebouwd nadat het origineel in vlammen opging.
Een goed bewaard gebleven Oost-Fries Gulfhaus staat in het Museumsdorf Cloppenburg, het openluchtmuseum van Nedersaksen bij de stad Cloppenburg.
Meerdere boerderijen van het Oost-Friese type zijn ingericht tot landbouwmuseum, onder ander in Bunde, Rhede (Ems) en Campen (Krummhörn).

## Varianten
- Een kleinere variant van de Oldambtster boerderij is te vinden in de Veenkoloniën.
- Op het Hogeland werden eveneens Oldambtster boerderijen gebouwd, waarbij het woonhuis meestal dwars voor de schuur stond.